# Tony Gale
Anthony Peter ("Tony") Gale (Westminster, 19 november 1959) is een Engels voormalig betaald voetballer die doorgaans als centrale verdediger speelde. Gale won de Premier League met Blackburn Rovers in 1995. Hij speelde meer dan 300 officiële wedstrijden voor Fulham en West Ham United.

## Biografie
Gale begon zijn loopbaan bij de Londense club Fulham in 1977. In 1984, na het afwerken van 277 competitiewedstrijden en het scoren van 19 doelpunten, verkaste Gale naar stadsgenoot West Ham United. West Ham United was in de jaren tachtig nog even een Europese subtopper. Gale werd een vaste waarde bij The Hammers en zou afklokken op 300 competitiewedstrijden en vijf doelpunten. Gale was in Engeland de eerste speler die een doorgebroken speler neerhaalde (lees: spelbederf of een fout als laatste verdediger / laatste man) en daarom tegen een directe rode kaart aankeek. Die rode kaart kreeg hij in de halve finale van de FA Cup 1990/91 tegen Nottingham Forest, waarin West Ham United werd uitgeschakeld. Gary Crosby was de speler van Nottingham Forest op wie Gale de overtreding beging.
West Ham United en Gale promoveerden in 1993 naar de Premier League onder leiding van trainer en clubicoon Billy Bonds. Bonds was tot 1988 zijn ploeggenoot. Gale speelde tijdens dat eerste seizoen in de Premier League nog 32 wedstrijden. Gale kreeg na 10 jaar dienst een testimonial (eerbetoon) van West Ham United. In de zomer van 1994 verliet Gale Boleyn Ground en tekende een contract bij Blackburn Rovers, dat dat seizoen de Premier League zou winnen onder leiding van de Schotse trainer en Liverpool-icoon Kenny Dalglish. Gale speelde slechts 15 wedstrijden op 42 (een seizoen later voerde men de formule met 38 wedstrijden in). Ian Pearce en Colin Hendry vormden de vaste centrale defensie en de Noor Henning Berg (rechts) en Graeme Le Saux waren de backs, waardoor voor Gale weinig speeltijd was weggelegd. Hij verruilde Blackburn daardoor voor tweedeklasser Crystal Palace. Van 1996 tot 1998 kwam Gale nog uit voor Maidenhead United. Daarna stopte hij met voetballen.

## Erelijst
| Competitie       |                  |                  |
| Competitie       | Aantal           | Jaren            |
| Blackburn Rovers | Blackburn Rovers | Blackburn Rovers |
| ---------------- | ---------------- | ---------------- |
| Premier League   | 1×               | 1994/95          |